# 世界で1番近くにいて
『世界で1番近くにいて』（せかいでいちばんちかくにいて）はMASARINA第2弾シングル。1992年2月21日にポニーキャニオンよりリリース。チェッカーズの鶴久政治と高橋リナによるデュオ。

## 収録曲
1. 世界で1番近くにいて
（作詞：秋元康 作曲・編曲：後藤次利）
TBSテレビ『鎌倉恋愛委員会』エンディングテーマ
2. 世界で1番近くにいて（オリジナル・カラオケ）
3. 世界で1番近くにいて（Lady's カラオケ）
4. 世界で1番近くにいて（Men's カラオケ）